# فهرست مجموعه‌های تلویزیونی ایران
این مقاله فهرستی از مجموعه‌های تلویزیونی ایرانی است. این فهرست تا سال ۱۳۹۳ تکمیل و مجموعه‌های بعد از سال ۱۳۹۳ به صورت پراکنده افزوده شده‌است.

## ۰–۹
- ۱۱۶ روز در نوفل لوشاتو (۱۳۸۵)
- ۵۳ نفر (۱۳۷۰)

## آ
- آب پریا (۱۳۹۲)
- آبدارشاه (۱۳۷۹)
- آبی مثل دریا (۱۳۸۱)
- آپارتمان (۱۳۷۲–۱۳۷۱)
- آتش بدون دود (۱۳۵۳)
- آتش در گلستان (۱۴۰۰)
- آتش دل (مرکز اصفهان) (۱۳۷۹)
- آتش سرد (۱۴۰۱)
- آتش و باد (۱۴۰۱)
- آتش و شبنم (۱۳۸۲–۱۳۷۹)
- آتیه (۱۳۷۴)
- آجیل عید (۱۳۸۹)
- آچمز (۱۳۹۸)
- آخر خط (۱۳۹۹)
- آخرین ایست بازرسی (۱۳۹۱)
- آخرین بازی (۱۳۹۳)
- آخرین دعوت (۱۳۸۷)
- آخرین روز تابستان (۱۳۶۸)
- آخرین روزهای زمستان (۱۳۹۱)
- آخرین روزهای شاد بودن (۱۳۸۰)
- آخرین ستاره شب (۱۳۷۴)
- آخرین سند (۱۳۷۱)
- آخرین شب (۱۳۸۷)
- آخرین غزل (۱۳۸۷)
- آخرین فرصت (۱۳۷۴)
- آخرین گناه (۱۳۸۵)
- آداخلی (سیمای مرکز ارومیه) (۱۳۸۹)
- آدم به آدم (قرنطینه) (۱۳۵۴–۱۳۵۳)
- آدم کاغذی (۱۳۵۳)
- آدم و حوا (۱۳۵۰)
- آذرستان (۱۳۷۰–۱۳۶۹)
- آرام می‌گیریم (۱۳۹۵)
- آرایشگاه زیبا (۱۳۶۹)
- آرماندو (۱۳۹۷)
- آرمن (انیمیشن سریالی) (۱۳۹۹)
- آزادی مشروط (۱۴۰۱)
- آژانس دوستی (۱۳۷۸–۱۳۷۵)
- آژانس مسافرتی طیاره ملخی (۱۳۸۷)
- آسپرین (۱۳۹۴)
- آسمان من (۱۳۹۴)
- آشپزباشی (۱۳۸۹–۱۳۸۸)
- آشپزباشی و قبله عالم (۱۳۷۴)
- آشتی‌کنان (۱۳۸۱–۱۳۸۲)
- آغوش‌های خالی (۱۳۷۸)
- آفتاب‌پرست (۱۴۰۰)
- آفتاب و زمین (۱۳۷۹–۱۳۷۸)
- آفتاب هدایت (۱۳۷۴–۱۳۷۳)
- آقازاده (۱۳۹۹)
- آقا و خانم سنگی (۱۳۹۴)
- آقای ایمنی (۱۳۶۰–۱۳۵۹)
- آقای بهتر (۱۳۶۸)
- آقای قاضی (۱۴۰۱)
- آقای گرفتار (۱۳۷۰)
- آقای مربوطه (۱۳۵۷–۱۳۵۳)
- آقای مطالعه (۱۳۵۲)
- آقای نازنین (سیمای مرکز یزد) (۱۳۸۴)
- آکتور (۱۴۰۱)
- آلاخون‌والاخون (۱۳۵۵–۱۳۵۴)
- آلبوم خانوادگی (۱۳۶۹)
- آمیز قلمدون (۱۳۷۳)
- آمین (۱۳۹۴)
- آنام (۱۳۹۶)
- آندروماک (۱۳۷۴)
- آن سوی دریا، این سوی خاک (۱۳۸۷)
- آنها (۱۴۰۰)
- آوارگان عشق (۱۳۷۱)
- آواز در باران (۱۳۸۷)
- آواز چیکا (۱۳۸۷)
- آوای باران (۱۳۹۲)
- آوای فاخته (۱۳۷۳)
- آوایی در گلستان (۱۳۸۱–۱۳۷۹)
- آهوی ماه نهم (۱۳۸۳–۱۳۸۲)
- آی آدم‌ها (۱۳۷۹)
- آئینه (۱۳۶۶–۱۳۶۴)
- ایران ما (۱۳۶۴)
- آینه عشق (۱۳۸۱)
- آینه مهر (۱۳۸۲)
- آینه‌های نشکن (۱۳۸۷–۱۳۸۶)
- آینه عبرت (۱۳۷۰–۱۳۶۷)

## ا
- ابله (۱۳۹۳)
- ابوعلی (۱۳۶۳)
- ابووهیب بهلول (هفتمین سفیر) (۱۳۷۵–۱۳۷۴)
- اتل متل یه قصه (۱۳۹۰)
- احضار (۱۳۹۸–۱۳۹۷)
- احضار (۱۴۰۰–۱۳۹۹)
- اختاپوس (۱۳۵۳–۱۳۵۰)
- ارث بابام (۱۳۸۴)
- ارثیه ایرانی (۱۳۵۶) (محمود محمدیوسف)
- ارثیه پدری (۱۳۸۱)
- ارمغان تاریکی (۱۳۸۹)
- از اینجا تا اونجا (۱۳۹۵)
- ازدواج پر ماجرا (۱۳۶۸)
- از پا نیفتاده (۱۳۷۲)
- از سرنوشت (۱۳۹۸)
- از یادها رفته (۹۸–۱۳۹۶)
- ازنفس‌افتاده (۱۳۸۵)
- استاد و دخترش (۱۳۷۴)
- استپان (گروگان) (۱۳۷۲)
- استعمال دخانیات ممنوع (۱۳۵۴)
- اشتباه (۱۳۷۳)
- اشتباه در اشتباه (۱۳۷۳)
- اشک تمساح (۱۳۶۱)
- اشک‌ها و لبخندها (۱۳۸۸–۱۳۸۷)
- افسانه سلطان و شبان (۱۳۶۳)
- افسانه‌های کهن ایرانی (۱۳۵۷–۱۳۵۶)
- افسون (۱۳۸۱)
- اُغُر بخیر (۱۳۶۵)
- اعتیاد (۱۳۵۵)
- اغما (۱۳۸۷)
- افرا (۱۴۰۰)
- اگه بابام زنده بود (۱۳۸۳)
- امام علی (۱۳۷۳)
- امشب از خود می‌سازیم (۱۳۴۸)
- امیرکبیر (۱۳۶۴–۱۳۶۳)
- امیر و غول چراغ جادو (۱۳۷۹)
- امین و مینا (۱۳۸۷)
- امواج جادویی (۱۳۷۹)
- انتظار سرخ (۱۳۷۷)
- انقلاب زیبا (۱۳۹۳)
- انقلاب دوم (۱۴۰۲)
- انگشتری عقیق (سیمای مرکز اردبیل) (۱۳۸۱)
- اولین انتخاب (۱۳۹۲)
- اولین شب آرامش (مجموعه تلویزیونی) (۱۳۸۵–۱۳۸۴)
- اولین بار که در انقلاب شرکت کردم (۱۳۶۱)
- او یک فرشته بود (۱۳۸۴)
- ایتالیا ایتالیا (۱۳۵۶)
- ایراندخت (۱۳۹۶)
- ایران در جنگ جهانی دوم (۱۳۵۰)
- ایستادن در باد (۱۳۶۸)
- ایلدا (۱۳۹۹)
- اینجا، خانه ما (۱۳۷۸)
- این چند نفر (۱۳۷۸)
- این خانه دور است (۱۳۷۴–۱۳۷۰)
- این راهش نیست (۱۳۸۲)
- این زمینی‌ها (۱۳۷۹)
- این سه نفر (۱۳۸۲)
- این شرح بی‌نهایت (۱۳۶۶)
- این قافله عمر (۱۳۸۰)
- این گروه پلیس (۱۳۷۹–۱۳۷۸)
- این و آن (حسن تهرانی)
- این یک دادگاه نیست (۱۳۷۹)

## ب
- ب مثل بهار (۱۳۷۵)
- با اجازه (۱۳۷۵–۱۳۷۴)
- با اجازه بزرگترها (۱۳۸۷)
- باجناق‌ها (فرهاد آئیش) (۱۳۸۴)
- باجناق‌ها (داریوش مؤدبیان) (۱۳۶۶)
- باخانمان (۱۳۹۹)
- باد مثل بادکنک (۱۳۷۳)
- باران بهاری (۱۳۸۴)
- باران عشق (۱۳۸۱)
- بار دیگر زندگی (۱۳۶۳)
- با زبان بی‌زبانی (۱۳۶۵–۱۳۶۴)
- بازپرس (۱۴۰۲)
- بازپرس وارد می‌شود (۱۳۷۱)
- بازرس کل (۱۳۸۱)
- بازگشت (مجموعه تلویزیونی) (۱۳۹۵)
- بازگشت به خانه (۱۳۷۶–۱۳۷۵)
- بازگشت به صحنه (۱۳۷۵)
- بازگشت پرستوها (۱۳۷۶–۱۳۷۵)
- بازنشستگی (زمزمه محبت) (۱۳۷۱)
- باز هم زندگی (۱۳۸۶–۱۳۸۵)
- بازی با مرگ (۱۳۷۷–۱۳۷۴)
- بازی پنهان (۱۳۸۰–۱۳۷۹)
- بازی در آئینه (۱۳۷۷)
- بازی زندگی (۱۳۸۰)
- بازی نقاب‌ها (۱۳۹۷)
- با سلسله حکمت (۱۳۶۸–۱۳۶۶)
- باغچه مینو (۱۳۸۲)
- باغ بلور (۱۳۸۱)
- باغ ستاره (۱۳۷۷)
- باغ سرهنگ (۱۳۹۲)
- باغ کوچک بی‌بی گل (۱۳۷۷)
- باغ گیلاس (۱۳۷۳–۱۳۷۲)
- باغ مظفر (۱۳۸۵)
- بالشها (۱۳۹۶)
- با من بمان (۱۳۸۱–۱۳۷۹)
- بانکی‌ها (۱۳۸۲)
- بانو (۱۳۸۸)
- بانوی عمارت (۱۳۹۷)
- بانوی سردار (۱۳۹۸)
- بانویی دیگر (۱۳۸۲)
- بانی چاو (معین پزشک) (۱۳۷۴)
- بایرام (۱۳۸۶–۱۳۸۵)
- ببخشید! (سیروس قهرمانی) (۱۳۵۵)
- ببخشید (رضا کرم‌رضایی) (۱۳۷۵)
- ببخشید، شما؟ (۱۳۷۸)
- بچه‌های بهشت (حسین قاسمی‌جامی) (۱۳۷۷)
- بچه‌های بهشت (خسرو معصومی) (۱۳۸۹)
- بچه‌های دهکده (۱۳۸۷)
- بچه‌های کوچه دوستی (۱۳۸۸)
- بچه‌های گروهان بلال (۱۳۹۶)
- بچه‌های مدرسه همت (۱۳۷۶–۱۳۷۵)
- بچه‌های مسجد (۱۳۸۷)
- بچه‌های نسبتاً بد (۱۳۹۲)
- بچه‌های هور (۱۳۸۴)
- بچه مهندس (۱۳۹۶_۱۳۹۷_۱۳۹۹–۱۴۰۰)
- بخش چهار جراحی (۱۳۶۷)
- بدون شرح (۱۳۸۱)
- برادر (۱۳۹۵)
- برادران خورشید (۱۳۷۴)
- برادرجان (۱۳۹۸)
- برادر خواب (۱۳۷۷)
- برای آخرین بار (مرتضی احمدی هرندی) (۱۳۷۴)
- برای آخرین بار (اکبر منصور فلاح) (۱۳۸۴)
- بر بال دوست (۱۳۷۵)
- برخورد (۱۳۸۸)
- بررسی یک پرونده (۱۳۸۱)
- بر سر دوراهی (۱۳۷۴)
- برف بی‌صدا می‌بارد (۱۴۰۰)
- برگبار (۱۳۷۷–۱۳۷۶)
- برگ‌ریزان (۱۳۷۰)
- برگ سبز (۱۳۷۵)
- برگه‌های سفید (۱۳۸۲)
- برگی از زندگی (۱۳۷۳)
- برگ و باد (۱۳۷۷–۱۳۷۶)
- بزنگاه (۱۳۸۷)
- بسیج همگانی نهضت (۱۳۷۲)
- بعد از آزادی (۱۴۰۰)
- بگذار آفتاب برآید (۱۳۷۸–۱۳۷۷)
- بگو که هستم (۱۳۹۱)
- بلندگوهای افسانه‌ای (۱۳۸۷)
- بوتیمار (۱۴۰۰)
- بوعلی سینا (۱۳۶۴)
- بوکین (مرکز مهاباد) (۱۳۸۵)
- بوم و بانو (۱۳۹۹)
- بوی باران (نام قبلی: عروس تاریکی) (۱۳۹۸)
- بوی خاک (۱۳۷۸)
- بوی گل‌های وحشی (۱۳۸۵)
- به‌آوران زندگی (۱۳۷۹–۱۳۷۸)
- به آینه نگاه کن (۱۳۸۴)
- به رنگ خاک (۱۳۹۸)
- به رنگ صدف (۱۳۷۵)
- به دنبال بنفشه (۱۳۵۶)
- به دنیا بگویید بایستد (۱۳۸۵)
- به سوی زندگی (۱۳۷۴)
- به کجا چنین شتابان (۱۳۸۸)
- به‌همین سادگی (۱۳۷۹)
- بهار، بهار (۱۳۶۵)
- بهاران در بهار (۱۳۷۳)
- بهارنامه (۱۳۷۷)
- بهترین تابستان من (۱۳۷۵)
- بهشت گم‌شده (۱۳۷۵)
- بهشت و بهار (۱۳۸۸–۱۳۸۷)
- بیابان عشق (۱۳۸۰)
- بی‌بی‌یون (۱۳۷۴)
- بیداران (۱۳۶۹)
- بیداری (۱۳۸۷–۱۳۸۶)
- بیست (۱۳۷۷)
- بیست کووید (۱۴۰۲)
- بی‌صدا فریاد کن (۱۳۸۶)
- بی‌قرار (۱۳۹۲)
- بیگانه ای با من است (۱۳۹۹)
- بیگناه (۱۳۷۴)
- بی‌گناهان (۱۳۸۷–۱۳۸۶)
- بی‌همگان (۱۴۰۱)
- بین خودمون بمونه (۱۳۹۸)
- بی‌نشان (۱۴۰۱)
- بدل (۱۴۰۲)
- با عرض معذرت (۱۴۰۳)

## پ
- پاپیچ (۱۳۷۰)
- پاتوق (۱۳۸۷–۱۳۸۶)
- پادری (۱۳۹۵)
- پازل (۱۳۹۳)
- پاورچین (۱۳۸۲–۱۳۸۱)
- پایتخت  (۱۳۸۹)
- پایتخت ۲ (۱۳۹۱)
- پایتخت ۳ (۱۳۹۲)
- پایتخت ۴ (۱۳۹۴)
- پایتخت ۵ (۱۳۹۶)
- پایتخت ۶ (۱۳۹۸-۱۳۹۹)
- پایتخت ۷ (۱۴۰۳)
- پای پیاده (۱۳۸۴)
- پاییز پدرسالار (۱۳۸۸)
- پاییز صحرا (۱۳۶۴)
- پدر (۱۳۶۸–۱۳۶۷)
- پدر (۱۳۹۷)
- پدر پسری (۱۳۹۹)
- پدر خاک (۱۳۸۰–۱۳۷۹)
- پدرخوانده (حمید قدکچیان) (۱۳۷۸)
- پدرخوانده (محمدرضا ورزی) (۱۳۸۶–۱۳۸۴)
- پدرسالار (۱۳۷۲)
- پرده عجایب (۱۳۷۴)
- پرده‌نشین (۱۳۹۳)
- پرگار (۱۳۹۸)
- پرواز ۵۷ (۱۳۷۲)
- پرواز در حباب (۱۳۸۵)
- پروانه (۱۳۹۱)
- پروانه‌ها می‌نویسند (۱۳۷۹)
- پرونده‌های مجهول (۱۳۸۰)
- پریا (مجموعه تلویزیونی) (۱۳۹۵)
- پریدخت (۱۳۸۶)
- پزشکان (۱۳۷۷)
- پژواک (۱۳۵۱)
- پژمان (۱۳۹۲)
- پس از باران (۱۳۷۹)
- پسران عاقل (۱۳۷۷–۱۳۷۶)
- پسر بابا (۱۳۷۰)
- پسرعموها (۱۳۷۳)
- پشت پرده تخت طاووس (۱۳۷۲)
- پشت کنکوری‌ها (۱۳۸۱)
- پشت کوه‌های بلند (۱۳۹۱)
- پلاک ۱۳ (۱۴۰۰)
- پلاک ۱۴ (۱۳۷۸)
- پلک شب (۱۳۶۹)
- پلیس آسمانی (۱۳۸۱–۱۳۸۰)
- پلیس جوان (۱۳۸۰–۱۳۷۹)
- پناه آخر (۱۳۹۸)
- پنجره (سید وحید حسینی) (۱۳۸۶–۱۳۸۵)
- پنجره (قدرت‌الله صلح‌میرزایی) (۱۳۹۰)
- پنجره‌ای رو به آفتاب (۱۳۷۰)
- پنج کیلومتر تا بهشت (۱۳۹۰)
- پنچری (۱۳۷۱)
- پنچری (۱۳۹۶)
- پنجمین خورشید (۱۳۸۸)
- پندها و اندرزها (۱۳۷۱)
- پنهان، اما آشکار (۱۳۸۷)
- پوست شیر (۱۴۰۱)
- پول کثیف (۱۳۸۵)
- پهلوان سرگردان (عباس جوانمرد) (۱۳۵۳)
- پهلوانان نمی‌میرند (۱۳۷۶–۱۳۷۴)
- پیامک از دیار باقی (۱۳۸۶)
- پیدا و پنهان (۱۳۹۲)
- پیدایش صهیونیسم (۱۳۶۳)
- پیرمردها (۱۳۸۸–۱۳۸۷)
- پیر وفا (تاریخ اسلام) (۱۳۶۴)
- پیک سحر (۱۳۶۹)
- پیگرد (۱۳۷۹)
- پیله‌های پرواز (۱۳۸۴–۱۳۸۳)
- پیوند (۱۳۴۸–۱۳۴۶)

## ت
- تا ثریا
- تابستان، تابستان (۱۳۵۷–۱۳۵۶)
- تاریخ روابط ایران و انگلیس (۱۳۷۲)
- تاریکی شب روشنایی روز (۱۳۹۶)
- تازه چه خبر همسایه (۱۳۸۰)
- تازه‌وارد (۱۴۰۱)
- تازیانه بر باد (۱۳۷۴)
- ترور خاموش (۱۳۹۷)
- تاکسی شانس (۱۳۸۸)
- تاوان (۱۳۸۹)
- تب (۱۳۸۱–۱۳۸۰)
- تبریز در مه (۱۳۸۹)
- تب سرد (۱۳۸۳–۱۳۸۲)
- تخت ابونصر (۱۳۵۵–۱۳۵۴)
- ترانه مادری (۱۳۸۷)
- تردید (۱۳۷۵)
- ترش و شیرین (۱۳۸۶–۱۳۸۵)
- ترمه (۱۳۸۷)
- ترور (۱۳۷۴)
- ترور (۱۴۰۲)
- تصمیم نهایی (۱۳۸۰)
- تصویر یک رؤیا (۱۳۷۷–۱۳۷۵)
- تعبیر وارونه یک رؤیا(۱۳۹۴)
- تعطیلات نوروزی (خسرو ملکان) (۱۳۷۰)
- تعطیلات نوروزی (۱۳۷۹–۱۳۷۸)
- تفنگ سرپر (۱۳۸۰–۱۳۷۸)
- تقاطع (۱۳۸۹–۱۳۸۷)
- تک‌مضراب (۱۳۵۰)
- تکیه بچه‌های محله ما (۱۳۸۹)
- تکیه بر باد (۱۳۹۱)
- تلاش (۱۳۵۷–۱۳۵۶)
- تلخ و شیرین (منصور برومند) (۱۳۵۳)
- تلخ و شیرین (ابوالفضل امیدیان) (اواخر دهه هفتاد)
- تلخ و شیرین (شبکه استانی خراسان) (۱۳۹۲)
- تلفن مشترک (۱۳۷۸–۱۳۷۹)
- تلکس (۱۳۶۹)
- تلویزیون کابلی بچه‌ها (۱۳۷۱)
- تماشا ۷۹ (۱۳۸۰–۱۳۷۹)
- تنهاترین سردار (۱۳۷۵–۱۳۷۳)
- تنهایی لیلا (۱۳۹۴)
- توپ گرد (۱۳۸۱)
- توطئه فامیلی (۱۳۹۰)
- تولدی دیگر (۱۳۷۷)
- تهران ۱۱- ۵۹۵ ج ۴۸ (۱۳۷۶–۱۳۷۵)
- تهران ۵۳ (۱۳۶۷)
- تهران پلاک ۱ (۱۳۹۱)
- تئاتر نوجوانان (۱۳۶۶)
- تی‌تی و بچه خرسی (۱۳۸۹)

- تمام‌رخ (۱۴۰۱)

## ث
- ثارالله (مجموعه تلویزیونی) (۱۳۸۱ ناتمام)
- ثقه الاسلام تبریزی (۱۲ روز از تاریخ مشروطه) (۱۳۷۷–۱۳۷۶)

## ج
- جادوی مهتاب (۱۳۷۶)
- جاده (۱۳۷۲)
- جاده در دست تعمیر (۱۳۸۷)
- جاده‌های سبز شمالی (۱۳۸۰–۱۳۷۹)
- جایزه بزرگ (۱۳۸۳)
- جایی که فرشته‌ها می‌خوانند (۱۳۷۸)
- جدال با سرنوشت (۱۳۷۶)
- جدی نگیرید (۱۳۷۴)
- جراحت (۱۳۸۹)
- جستجو (۱۳۷۰)
- جستجو در شهر (۱۳۸۱)
- جست‌وجو (۱۳۷۲)
- جلال‌الدین (۱۳۹۳–۱۳۹۱)
- جنگ ۷۷ (۱۳۷۷)
- جوان امروز (۱۳۸۱–۱۳۷۹)
- جوانی (۱۳۸۰)
- جهان وارونه (۱۳۷۴)
- جیران (۱۴۰۰)

## چ
- چارخونه (۱۳۸۶)
- چاردیواری (۱۳۸۸)
- چاق و لاغر و مأمور سوم (۱۳۶۹)
- چاووش بهار (۱۳۸۹)
- چای قندپهلو (۱۳۷۹–۱۳۸۰)
- چراغ جادو (۱۳۸۰–۱۳۷۹)
- چراغ خانه (۱۳۶۸)
- چراغ گاز (۱۳۷۲)
- چرخ فلک (۱۳۹۵)
- چراغ‌های خاموش (۱۳۸۰)
- چشم بلبلی (۱۳۸۷)
- چشم‌بندی (۱۴۰۱)
- چشم‌به‌راه (۱۳۷۷)
- چشم دل (۱۳۷۵)
- چشم‌گربه‌ای (۱۳۷۶)
- چشم‌های آبی زهرا (۱۳۸۰)
- چشمه زندگی (۱۳۷۱)
- چک برگشتی (۱۳۹۱)
- چمدان (۱۳۷۱)
- چنگک (۱۳۵۶)
- چه کسی به سرهنگ شلیک کرد؟ (۱۳۸۴)
- چهار چرخ (۱۳۹۰)
- چهل تکه (۱۳۸۸)
- چهل سرباز (۱۳۸۶–۱۳۸۲)

## ح
- حادثه پشت کلام (۱۳۷۵)
- حادثه در شهر عروسک‌ها (۱۳۵۳)
- حالت خاص (۱۳۹۴)
- حامی (۱۳۸۱)
- حانیه (۱۳۹۳)
- حجر بن عدی (۱۳۸۱–۱۳۸۰)
- حدیث دل (۱۳۷۷)
- حرف آخر (۱۳۸۰)
- حرف تو حرف (حسن خیاط باشی) (۱۳۵۰)
- حرف تو حرف (مهران غفوریان) (۱۳۷۸)
- حسام‌الدوله (بی‌خبر) (۱۳۶۴)
- حس سوم (۱۳۸۲)
- حسینیه (۱۳۶۵–۱۳۶۴) (سیداحمد میرعلائی)
- حصیر سرد (۱۳۸۲)
- حقیقت در آینه (۱۳۷۴)
- حکایت مسافر گمنام (۱۳۶۴)
- حکایت میرزا یحیی (۱۳۷۴)
- حکایت‌نامه (لطائف المتون) (۱۳۶۸)
- حکایتی و حکمتی (۱۳۷۳)
- حکایت‌ها (۱۳۷۱)
- حکایت‌های کمال (۱۳۹۸)
- حکم رشد (۱۴۰۱)
- حلقه سبز (۱۳۸۶)
- حماسه ایثار (۱۳۷۲)
- حمله‌دار - سری اول (جعفر سیمایی) (۱۳۷۴)
- حمله‌دار - سری دوم (جعفر سیمایی) (۱۳۸۰)
- حنانه (۱۳۷۷)
- حوالی پاییز (۱۳۹۷)
- حیات جاوید (شعاع‌الدین مصطفی‌زاده)

## د
- دادستان (۱۳۹۹)
- دارا و ندار (۱۳۸۹)
- داستان آنا (۱۳۷۴)
- داستان راستان (۱۳۶۱–۱۳۶۰)
- داستان‌های مولوی (۱۳۵۳–۱۳۵۲)
- داستان یک زندگی (۱۳۷۴)
- داستان یک شهر (خسرو معصومی) (۱۳۷۴)
- داستان یک شهر (اصغر فرهادی) (۱۳۷۸)
- داستان یک شهر ۲ (۱۳۸۰)
- داش پالکی (۱۳۴۹)
- دانشسرا (۱۳۸۰)
- دانی و من (۱۳۷۸–۱۳۷۷)
- داوران (۱۳۹۲)
- داوطلب (۱۳۸۲)
- دائی‌جان ناپلئون (۱۳۵۵)
- دبیرستان خضراء (۱۳۷۵–۱۳۷۴)
- دختران (۱۳۷۹)
- دختران حوا (۱۳۹۱)
- دخترم نرگس (۱۳۹۹)
- دختری به نام آهو (۱۳۹۰)
- دخو در تهران (مرضیه برومند)
- در آخرین لحظه (۱۳۷۴)
- دراکولا (۱۴۰۰)
- در انتهای شب (۱۳۶۹)
- در بند اروند (۱۳۹۲)
- در پناه تو (۱۳۷۴)
- در جستجوی آرامش (۱۳۹۶)
- در چشم باد (۱۳۸۷–۱۳۸۲)
- در حاشیه (۱۳۹۳–۱۳۹۴)
- در حاشیه ۲ (۱۳۹۴)
- در خانه (۱۳۶۷)
- در کنار پروانه‌ها (۱۴۰۰)
- درخت دوستی (سعید خاکسار) (۱۳۶۶)
- درخت دوستی (اصغر توسلی) (۱۳۶۹–۱۳۶۸)
- درد پنهان (۱۳۷۴)
- دردسر (۱۳۷۱)
- دردسر بزرگ (۱۳۷۸)
- دردسر والدین (۱۳۸۰)
- دفتر یادداشت (۱۴۰۲)
- داوینچیز (١۴٠٢)
- دردسرهای شیرین (۱۴۰۰)
- دردسرهای طلایی (۱۳۸۰)
- دردسرهای عظیم (۱۳۹۳)
- دردسرهای عظیم ۲ (۱۳۹۴)
- در قصه‌ها زندگی می‌کنند (۱۳۹۵)
- در قلب من (۱۳۷۷)
- در کنار هم (۱۳۸۱)
- در مسیر زاینده‌رود (۱۳۸۹)
- دروازه ساعات (۱۳۸۸)
- دریایی‌ها (۱۳۸۱)
- دزدان مادربزرگ (۱۳۷۵–۱۳۷۴)
- دزد و پلیس (۱۳۹۱)
- دست بالای دست (۱۳۹۱)
- دست شما درد نکنه (۱۳۶۴)
- دست‌های آلوده (۱۳۶۳)
- دستی بر آتش (۱۳۷۶)
- دشمن مردم (۱۳۷۳)
- دل (۱۳۹۸)
- دلبر آهنی (۱۳۷۸–۱۳۷۹)
- دلبندم (۱۳۷۷)
- دندون طلا(۱۳۹۴)
- دل‌دار (۱۳۹۸)
- دلدادگان(۱۳۹۷_۱۳۹۵)
- دلنوازان (۱۳۸۸)
- دلیران تنگستان (۱۳۵۴–۱۳۵۳)
- دمی با ملا و عبید (۱۳۵۷–۱۳۵۶)
- دنیای شیرین (۱۳۷۵)
- دنیای شیرین دریا (۱۳۷۷)
- دوباره زنگی (۱۳۸۳)
- دو پنجره (پاشا شاهنده) (۱۳۷۴)
- دو پنجره (جواد ارشاد) (۱۳۷۸)
- دوپینگ (۱۳۹۹)
- دودکش (۱۳۹۲)
- دودکش ۲ (۱۴۰۰)
- دوران سرکشی (۱۳۸۰)
- دوردست‌ها (۱۳۹۵)
- دوست (۱۳۷۷)
- دوستان خوب (۱۳۷۳)
- دوستانه (۱۳۸۰)
- دوقلوها (۱۳۷۵)
- دولت عشق (۱۳۸۱–۱۳۸۰)
- دولت مخفی (۱۳۹۳)
- دومین انفجار (۱۳۷۵)
- دهه انقلاب (۱۳۷۴–۱۳۷۰)
- دیپلمات (۱۳۷۴)
- دید و بازدید (۱۳۶۲)
- دیدار (۱۳۸۷)
- دیرین دیرین (۱۳۹۴-)
- دیوار (۱۳۹۱)
- دیوار به دیوار۱ (۱۳۹۶)
- دیوار به دیوار۲ (۱۳۹۷)
- دیوار شیشه‌ای (۱۳۸۰)
- دیو چو بیرون رود (۱۳۵۹)

## ذ
- ذهن زیبا (۱۴۰۳)

## ر
- راز (۱۳۶۸)
- راز بقا (۱۴۰۰)
- راز پنهان (۱۳۹۱)
- راز شیوا (۱۳۸۲)
- راز ناتمام (۱۴۰۱)
- راز و نیاز (۱۳۹۰)
- راز یک خزان (۱۳۷۷)
- رانت‌خوار کوچک (۱۳۸۲)
- راننده تاکسی (۱۳۷۴)
- راویان اخبار (۱۳۶۷–۱۳۶۵)
- راه بی‌پایان (۱۳۸۶)
- راه در رو (۱۳۹۰)
- راهزن (۱۳۶۵)
- راه سوم (۱۳۷۷)
- راه شیری (۱۳۹۳–۱۳۸۷)
- راه طولانی (۱۳۹۰)
- راه و بیراه (مجموعه تلویزیونی) (۱۳۹۷)
- راهیان (۱۳۷۴)
- رحیل (۱۴۰۲)
- رخصت (۱۳۹۳)
- رخنه (۱۳۹۲)
- ردپای دوست (۱۳۷۳)
- رستگاران (۱۳۸۷)
- رستوران خانوادگی (۱۳۸۰)
- رشید حرفه‌ای (۱۳۹۳)
- رعنا (۱۳۶۹–۱۳۶۷)
- رفتار با کودک (۱۳۶۸)
- رقص پرواز (۱۳۸۳)
- رقص روی شیشه (۱۳۹۷)
- رنج پنهان
- رنگ خاکستری (۱۳۷۷)
- رنگ رنگ، از همه رنگ (۱۳۷۸)
- رنگ شک (۱۳۹۳)
- روایت عشق (۱۳۶۴)
- روز ایپریت (۱۳۷۸)
- روز خون (۱۴۰۳)
- روز حسرت (خواب‌زده) (۱۳۸۷)
- روز رفتن (۱۳۸۵)
- روزگار جوانی (۱۳۷۷)
- روزگار خوش حبیب آقا (۱۳۸۶–۱۳۸۵)
- روزگار قریب (۱۳۸۶–۱۳۸۱)
- روزگار وصل (مسعود رشیدی) (۱۳۷۱)
- روزگار وصل (غلامرضا صیامی زاده) (۱۳۷۶)
- روزنه‌ای به سپیده (۱۳۷۰)
- روزها و حکمت‌ها (۱۳۷۲)
- روزهای آتش (۱۳۷۱)
- روزهای آخر (۱۳۸۰)
- روزهای آرزو (۱۳۸۰)
- روزهای ابدی (۱۳۹۹)
- روزهای اعتراض (۱۳۸۴)
- روزهای برفی (۱۳۷۰)
- روزهای بهتر (۱۳۹۶)
- روزهای بیاد ماندنی (۱۳۸۲)
- روزهای بی‌قراری (۱۳۹۵)
- روزهای تلخ و شیرین (۱۳۷۷)
- روزهای زندگی (۱۳۷۸–۱۳۷۷)
- روزهای مه‌آلود (۱۳۷۹)
- روزهای مهتابی (۱۳۷۹)
- روزی بود، روزی نبود (۱۳۸۸)
- روزی روزگاری (۱۳۷۱–۱۳۷۰)
- روزی عقابی (۱۳۷۷)
- روژان (۱۳۸۲)
- روشنایی دشت (۱۳۸۱–۱۳۸۰)
- روشنایی‌های شهر (۱۳۸۵)
- روشن‌تر از خاموشی (۱۳۸۲)
- رؤیای ناتمام (۱۳۸۲)
- رؤیای نرگس
- رهایم کن (۱۴۰۱)
- رهایی (مجموعه تلویزیونی) (۱۳۹۳)
- ریحانه (۱۳۸۴)
- ریشه در خاک (۱۳۶۷)
- ریشه در دشت خون (۱۳۷۵)

## ز
- زائر غریب (۱۳۷۴)
- زخم (۱۳۹۳)
- زخم کاری (۱۴۰۰)
- زعفرانی (۱۳۹۵)
- زمانه (۱۳۹۱)
- زمانی برای خاکستر (۱۳۸۰)
- زمانی برای عاشقی (۱۳۹۲)
- زمستان گرم (۱۳۹۳)
- زمین گرم (مجموعه تلویزیونی)(۱۳۹۸)
- زن‌بابا (۱۳۸۹)
- زندگی (حسین مروی) (۱۳۷۱–۱۳۷۰)
- زندگی (محمدرضا اعلامی) (۱۳۷۴)
- زندگی (مسعود شاه‌محمدی) (۱۳۷۸)
- زندگی تازه (۱۳۷۵)
- زندگی زیباست (۱۴۰۰)
- زن زندگی مرد زندگی (۱۴۰۰)
- زنگ بیداری (۱۳۶۴)
- زوج یا فرد (۱۳۹۸)
- ز هر کوی (۱۳۶۱)
- زیباشهر (علی اصغر شادِروان) (۱۳۹۶)
- زیر آسمان شهر (۱۳۸۱–۱۳۷۸)
- زیر بازارچه (محسن هرندی) (۱۳۵۲)
- زیر بازارچه (۱۳۷۷)
- زیر پای مادر (۱۳۹۷)
- زیر تیغ (۱۳۸۵)
- زیر چتر خورشید (۱۳۷۵)
- زیرخاکی (۱۳۹۹)
- زیرخاکی (فصل دوم) (۱۴۰۰)
- زیرزمین (۱۳۸۵)
- زیر گنبد کبود - سری اول (مرضیه برومند) (۱۳۶۶)
- زیر گنبد کبود - سری دوم (ایرج طهماسب، هرمز هدایت) (۱۳۷۴)
- زیر گنبد کبود (بهمن زرین‌پور) (۱۳۷۴)
- زیر هشت (۱۳۸۹)
- زیر همکف (۱۳۹۸)

## س
- ساخت ایران ۱ (۱۳۹۱)
- ساخت ایران ۲ (۱۳۹۷)
- ساخت ایران ۳ (۱۴۰۰)
- ساختمان ۸۵ (۱۳۸۸)
- ساختمان پزشکان (۱۳۹۱–۱۳۹۰)
- سارق روح (۱۳۹۶)
- ساعت خوش (۱۳۷۳)
- ساعت شنی (۱۳۸۶)
- سال خوش (۱۳۷۴)
- سالروزها (۱۳۷۳)
- سال‌های ابری (۱۳۹۳)
- سال‌های برف و بنفشه (۱۳۸۵)
- سرباز (۱۳۹۹)
- سال‌های بی‌پناهی (۱۳۵۲)
- سال‌های خاکستری (۱۳۷۸)
- سال‌های دور از خانه (۱۳۹۸)
- سال‌های مشروطه (۱۳۸۸)
- سامو بندری (۱۴۰۲)
- سایه‌ای در تاریکی (۱۳۸۶)
- سایه‌بان (۱۳۹۶)
- سایه به سایه (۱۳۷۴)
- سایه روشن (۱۳۹۰)
- سایه سکوت (۱۳۸۲)
- سایه‌ها (۱۳۷۹)
- سایهٔ همسایه (۱۳۶۵–۱۳۶۴)
- ستاره باران (۱۳۸۱–۱۳۸۰)
- ستاره حیات (۱۳۹۲)
- ستاره سهیل (۱۳۸۶)
- ستاره قطبی (۱۳۷۴)
- ستاک (۱۳۷۳)
- ستایش (۱۳۹۰–۱۳۸۹)
- ستایش ۲ (۱۳۹۲)
- ستایش ۳ (۱۳۹۸)
- سرآغاز یک باغ (۱۳۸۱)
- سربداران (۱۳۶۳)
- سرجوخه (۱۴۰۰)
- سردار جنگل (۱۳۶۶–۱۳۶۳)
- سرزمین افتخار (۱۳۴۷)
- سرزمین خاکستری (۱۳۷۹–۱۳۸۰)
- سرزمین رؤیاها (۱۳۸۲–۱۳۸۱)
- سرزمین سبز (۱۳۷۶)
- سرزمین مادری (۱۳۸۷)
- سرکار استوار (۱۳۴۹–۱۳۴۶)
- سرنخ (۱۳۷۵)
- سرنوشت (۱۳۸۶)
- سفر به چزابه (۱۳۷۴)
- سفر به سرزمین ملائک (۱۳۷۸)
- سفر در خانه (۱۳۹۶)
- سفر سبز (۱۳۸۱–۱۳۸۰)
- سفرهای دور و دراز هامی و کامی در وطن (۱۳۵۷–۱۳۵۶)
- سقوط (۱۳۷۹–۱۳۷۸)
- سقوط یک فرشته (۱۳۹۰)
- سلام آقای مدیر (۱۳۹۸)
- سلام به انتظار (۱۳۷۴)
- سلام، سلام (۱۳۷۶)
- سلام زندگی (۱۳۷۶)
- سلطان صاحبقران (۱۳۵۴)
- سلمان فارسی
- سلول بیست و هفت (۱۳۹۹)
- سمک عیار (۱۳۵۳)
- سمندون (۱۳۷۳)
- سوءتفاهم (۱۳۷۷)
- سوءظن (۱۳۷۴)
- سنگ و شیشه (۱۳۷۲)
- سوانح العشاق (۱۳۷۸)
- سوخته‌دلان (۱۳۷۴)
- سور و سوگ (۱۳۷۲)
- سوران (۱۴۰۲)
- سوریخ (۱۳۹۷)
- سه، پنج، دو (مهرداد غفارزاده) (۱۳۸۲–۱۳۸۱)
- سه، پنج، دو (حسین سهیلی‌زاده) (۱۳۹۰)
- سه در چهار (۱۳۸۷)
- سه شین مقدس (۱۳۵۹)
- سه‌شنبه ۱۴ ژوئیه (۱۴۰۰)
- سهمی برای دوست (۱۳۹۱)
- سه دونگ، سه دونگ (۱۳۹۰–۱۳۸۹)
- سیاوش (۱۳۹۹)
- سیاه، سفید، خاکستری (۱۳۷۶–۱۳۷۵)
- سیب (۱۳۷۹)
- سیب ترش (۱۳۸۱–۱۳۸۰)
- سیب خنده (۱۳۷۶)
- سیمای ماندگار (۱۳۶۶)
- سیمای اقتصاد ما (۱۳۶۶)
- سیمرغ (۱۳۷۵–۱۳۷۲)

## ش
- شاخهٔ طوبی (۱۳۷۳–۱۳۶۷)
- شال کمر عزیزآقا (۱۳۸۲–۱۳۸۱)
- شال و انگشتر (۱۳۷۳)
- شاه‌دزد (۱۳۵۹)
- شاهرگ
- شریک جرم (١۴٠٢)
- شاه‌شکار (۱۳۶۲–۱۳۶۱)
- شاهگوش (۱۳۹۲)
- شب آفتابی (۱۳۸۰)
- شب چراغ (۱۳۸۱–۱۳۷۸)
- شبحی در تاریکی (۱۳۷۴)
- شب دهم (۱۳۸۰)
- شب روباه (۱۳۷۸)
- شب‌زدگان (۱۳۷۸)
- شب شیشه‌ای (۱۳۹۲)
- شب می‌گذرد (۱۳۸۷)
- شبکه (۱۳۸۱)
- شبکه تلویزیونی روستای کارآباد (۱۳۶۶)
- شبکه صفر (۱۳۵۶)
- شب و مه (۱۳۷۵)
- شب هزارویکم (۱۳۸۸–۱۳۸۷)
- شب‌های برره (۱۳۸۴)
- شب‌های روشن (۱۳۹۲)
- شبی از شب‌ها (۱۳۸۳)
- شرکت (۱۳۷۷)
- شرم (۱۳۹۹)
- شش قهرمان و نصفی (۱۳۹۸)
- شکرانه (۱۳۸۹)
- شکرستان (۱۳۸۷)
- شکر تلخ (۱۳۸۵–۱۳۸۶)
- شلیک نهایی (۱۳۷۳)
- شمارش معکوس (۱۳۷۴)
- شمایل (۱۳۷۵)
- شمس‌العماره (۱۳۸۸)
- شمعدونی (۱۳۹۴)
- شن‌های کف رودخانه (۱۳۷۶)
- شوخی کردم (۱۳۹۲)
- شوق پرواز (۱۳۹۰)
- شوهر آهو خانم (عباس جوانمرد) (۱۳۵۴)
- شهرزاد (مجموعه نمایش خانگی) (۱۳۹۵–۱۳۹۴)
- شهرزاد (فصل ۲) (۱۳۹۶–۱۳۹۵)
- شهرزاد (فصل ۳) (۱۳۹۷–۱۳۹۶)
- شهریار (۱۳۸۷–۱۳۸۴)
- شهر باران (۱۳۸۲)
- شهر دقیانوس (۱۳۹۰)
- شهر من، شیراز (۱۳۵۵–۱۳۵۴)
- شهری در آسمان (۱۳۷۱)
- شیخ بهایی (۱۳۸۷–۱۳۸۲)
- شیخ شامل (۱۳۸۱–۱۳۸۰)
- شیخ مفید (۱۳۷۳)
- شهر هرت (۱۴۰۲)

## ص
- صبح آخرین روز (۱۴۰۰)
- صاحبدلان (۱۳۸۵)
- صبحگاه خونین (۱۳۶۹)
- صخره سیاه (۱۳۵۶)
- صدای صنوبر (شاپور قریب) (اواخر دهه هفتاد)
- صدایم کن (۱۳۷۹)
- صدسال به این سال‌ها (۱۳۷۵)
- صدف و مروارید (۱۳۷۷)
- صفر بیست و یک (۱۳۹۹–۱۳۹۸)
- صمد در بالاتر از خطر (۱۳۵۴)
- صندلی خاکستری (۱۳۸۰)
- صندوقچه اشرفی (۱۳۴۵)
- صید در پی صیاد (۱۳۷۵–۱۳۷۴)

## ض
- ضلع ششم (۱۳۷۳)

## ط
- طاغوت (۱۳۷۴)
- طالب (۱۳۶۳)
- طبقه وسط (۱۳۸۰)
- طبل توخالی (۱۳۶۲)
- طریق عشق (۱۳۷۸)
- طفلان مسلم (۱۳۸۷)
- طلاق (مسعود اسداللهی) (۱۳۵۶)
- طلاق (محمد دستگردی) (۱۳۶۹)
- طلسم شدگان) (۱۳۸۲)
- طنز (محمدحسین سپهری) (۱۳۷۵)
- طنز ۸۰ (۱۳۸۰)
- طنزآوران جهان (۱۳۶۴)

## ظ
- ظلم شاهان (۱۳۶۸)

## ع
- عاشقانه (۱۳۹۶)
- عاشورا (۱۴۰۲)
- عاقبت نقدفروشی، عاقبت نسیه‌فروشی (۱۳۷۷)
- عاطفه (۱۳۷۳)
- عالیجناب (۱۳۹۵)
- عالیه (۱۳۷۷)
- عبور از پاییز (۱۳۸۸)
- عروس (۱۳۸۲)
- عروس خاک (۱۳۸۳)
- عروسی ۷۷ (۱۳۷۷–۱۳۷۶)
- عسل‌ها و مثل‌ها (۱۳۸۱)
- عشق پیری (۱۳۵۷)
- عشق تعطیل نیست (۱۳۹۳)
- عشق سال‌های جنگ (۱۳۸۰)
- عشق کوفی (۱۴۰۲)
- عشق گمشده (۱۳۸۳)
- عصر پاییزی (۱۳۹۲)
- عطر گل یاس (۱۳۶۹)
- عطر و گلاب بپاشید (۱۳۶۷)
- عقیق (۱۳۶۸)
- عکاس‌باشی (۱۳۵۶)
- عکاسخانه (۱۳۷۵–۱۳۷۳) (شاپور قریب)
- عکاسخانه (۱۳۸۳) (حسن نانکلی)
- عکاسخانه مصورالچهره (۱۳۸۱)
- علی‌آقا ۱۲۱ (از مجموعه مسافر) (۱۳۷۴)
- علی‌البدل (۱۳۹۶)
- عمارت فرنگی (۱۳۸۸)
- عملیات ۱۲۵ (۱۳۸۷)
- عیاران (۱۳۷۴)
- عیاران و طراران (تله‌فیلم - شبکه ۱) (۱۳۶۴)
- عید آن سال‌ها (۱۳۷۸–۱۳۷۷)
- عید امسال (۱۳۸۸)
- عید اومد، بهار اومد (۱۳۷۷)

## غ
- غارتگران (۱۳۵۶)
- غبار نور (۱۳۷۵)
- غریبه (محمدعلی زرندی‌فر) (۱۳۵۴)
- غریبه (جواد اردکانی) (۱۳۷۹)
- غریبه‌ای در راه (۱۳۷۸)
- غزل غزل‌ها (۱۳۸۰)
- غذا حاضر است (۱۳۸۸)

## ف
- ف. م. بیست ساله از تهران (۱۳۷۰)
- فاصله (سید مجتبی یاسینی) (۱۳۷۳–۱۳۷۲)
- فاصله (کاظم بلوچی) (۱۳۸۰)
- فاصله‌ها (۱۳۸۹)
- فاکتور هشت (۱۳۸۸)
- فتح‌خون (۱۳۷۳–۱۳۷۲)
- فرار بزرگ (۱۳۸۳)
- فراری (۱۳۷۴)
- فراموش‌خانه (فراماسونری) (۱۳۷۰)
- فرار (۱۳۷۴)
- فراموشی (مجموعه تلویزیونی) (۱۳۹۰–۱۳۹۱)
- فردا آفتابی است (۱۳۷۸)
- فردا دیر است (۱۳۷۷–۱۳۷۶)
- فردا روز دیگری است (۱۳۷۲)
- فرستاده (۱۳۸۱)
- فرمان (۱۳۸۱)
- فروشگاه (۱۳۷۵)
- فروغ بی پایان (۱۳۷۰)
- فریبا (۱۴۰۳)
- فصل زرد (۱۳۸۴-۱۳۸۳)
- فقط به خاطر تو (۱۳۸۲)
- فکر پلید (۱۳۷۷)
- فوق سری (۱۳۹۴)
- فوق لیسانسه‌ها (۱۳۹۸)

## ق
- قابیل (۱۳۷۰)
- قاب‌های خالی (۱۳۸۶–۱۳۸۵)
- قائم مقام فراهانی (۱۳۷۷)
- قافله این عمر (۱۳۷۱)
- قبله عالم (۱۴۰۰)
- قرارگاه مسکونی (۱۳۸۵)
- قسمت (۱۳۸۰)
- قصه اسباب بازی‌ها (۱۳۷۷)
- قصهٔ زندگی (۱۳۷۷)
- قصه شب سیما (۱۳۷۶–۱۳۷۳)
- قصه عشق (۱۳۵۲)
- قصه قرارگاه (۱۳۷۹)
- قصه‌ها (۱۳۷۷–۱۳۷۵)
- قصه‌های اردو (۱۳۸۰)
- قصه‌های پدر و پسر (۱۳۷۰)
- قصه‌های تابه‌تا (۱۳۷۵)
- قصه‌های شبانه (۱۳۷۹)
- قصه‌های شهرک سینمایی (۱۳۷۸)
- قصه‌های کوچه ما (۱۳۶۶)
- قصه‌های مجید (۱۳۷۰)
- قطار ابدی (۱۳۷۶)
- قطعه‌ای از بهشت (۱۳۷۵)
- قفسی برای پرواز (۱۳۸۹)
- قلب یخی (مسعود رشیدی) (۱۳۸۰–۱۳۷۹)
- قلب یخی (محمدحسین لطیفی) (۱۳۸۹)
- قلب یخی ۲ (محمدحسین لطیفی) (۱۳۹۰)
- قلب یخی ۳ (محمدحسین لطیفی) (۱۳۹۱)
- ق مثل قلقلک (۱۳۶۸)
- قورباغه (۱۳۹۹)
- قهر و آشتی (۱۳۸۳)
- قهوه پدری (۱۴۰۳)
- قهوه تلخ (۱۳۹۱–۱۳۸۹)

## ک
- کارآگاه (۱۳۷۴)
- کارآگاه رشید (۱۳۸۴)
- کارآگاه شمسی و دستیارش مادام (۱۳۸۰)
- کارآگاه علوی (۱۳۷۵)
- کارآگاه کوچولو(۱۳۷۷)
- کارآگاهان (۱۳۸۷–۱۳۸۶)
- کاشوخین (۱۳۹۸)
- کاشانه (۱۳۷۸)
- کاف‌شو (۱۳۵۴)
- کاکتوس (۱۳۸۳–۱۳۷۷)
- کامیون (۱۳۹۸)
- کت جادویی (۱۳۷۸–۱۳۷۷)
- کت و شلوار خواستگاری (۱۳۷۴–۱۳۷۵)
- کتاب‌فروشی هدهد (۱۳۸۵)
- کرگدن (۱۳۹۸)
- کریم‌خان زند (۱۳۸۰–۱۳۷۹)
- کژدم ۳۳ (۱۳۷۸)
- کسب و کار آقای کفایت (۱۳۷۸)
- کسی خوابه؟ (۱۳۹۰)
- کلانتر (۱۳۸۲)
- کلانتر ۲ (۱۳۸۴)
- کلانتر ۳ (۱۳۸۷)
- کلاه پهلوی (۱۳۹۱)
- کلبه ای در مه (۱۴۰۰)
- کلبه سپید (۱۳۷۹)
- کلبه شوم (?۱۳۵)
- کلنل (۱۳۶۹)
- کمربندها را ببندیم (۱۳۸۳)
- کمکم کن (۱۳۸۳)
- کمند خاطرات (۱۳۶۹)
- کمین (۱۳۷۹)
- کهنه‌سوار (۱۳۷۶)
- کوبار (۱۳۹۷)
- کوچ عاشقان (۱۳۶۵)
- کوچهٔ اقاقیا (۱۳۸۲)
- کودکی یک نویسنده (۱۳۷۹)
- کوی دامون (۱۳۸۰–۱۳۷۸)
- کیف انگلیسی (۱۳۷۸)
- کیفر (۱۳۹۳)
- کیمیا (۱۳۹۴–۱۳۸۹)
- کیمیاگر (۱۳۵۳–۱۳۵۲)

## گ
- گارد ساحلی (۱۳۸۸)
- گالری ۹ (۱۳۷۶)
- گالش‌های مادربزرگ (۱۳۶۸–۱۳۶۷)
- گاندو (۱۳۹۸)
- گاندو ۲ (۱۳۹۹)
- گاوصندوق (۱۳۸۸)
- گپ (۱۳۹۱)
- گذر از رنج‌ها (۱۳۹۴)
- گذر خلیل ده‌مرده (۱۳۵۳–۱۳۵۲)
- گذر عمر (۱۳۵۱)
- گردنبند (۱۳۷۶)
- گرگ‌ها (۱۳۶۶)
- گروه نجات ۱۲۳ (۱۳۷۰–۱۳۶۹)
- گروه هفت (۱۳۸۰)
- گزارش، نقطه صفر (۱۳۷۱)
- گزارشگران ویژه (۱۳۷۱)
- گسل(۱۳۹۶)
- گلاب بپاش (۱۳۶۴)
- گل پامچال (۱۳۷۰)
- گل مرداب (۱۳۸۰–۱۳۸۱)
- گلستان (۱۳۷۵)
- گل سرخی برای داوود (۱۳۷۹)
- گل منگلی (۱۳۷۷)
- گل‌های ۷۷ (۱۳۷۷)
- گل‌های ۷۸ (۱۳۷۹)
- گل‌های ۷۹ (۱۳۸۰–۱۳۷۹)
- گل‌های آفتابگردان (۱۳۷۶)
- گل‌های گرمسیری (۱۳۸۷)
- گلدانها و آفتاب (۱۳۶۶)
- گلشیفته (۱۳۹۷)
- گم‌شده (۱۳۷۷)
- گمگشته (۱۳۸۱)
- گناه فرشته (۱۴۰۲)
- گنج مظفر (۱۳۸۶)
- گوهر کمال (۱۳۷۷)
- گلریزان (۱۳۸۵)
- گمشدگان (۱۳۹۶)
- گیسو (۱۳۹۹)
- گیلدخت (۱۴۰۱)
- گیله وا (۱۳۹۸)

## ل
- لانه شیطان (۱۳۷۷)
- لبخند زندگی (۱۳۷۲)
- لبخند سوم (۱۳۷۳)
- لبخندهای خاکی (۱۳۷۷)
- لحظه (۱۳۵۶)
- لحظه قاصدک (۱۳۸۱–۱۳۸۰)
- لحظه گرگ و میش (۱۳۹۷)
- لژیونر (۱۳۹۶)
- لطائف الطوائف (۱۳۶۴)
- لیسانسه‌ها (۱۳۹۵)
- لیسانسه‌ها ۲ (۱۳۹۶)

## م
- ما چند نفر (۱۳۸۵)
- ماتادور (۱۳۹۲)
- مأمور بدرقه (۱۳۸۷)
- مأمور ما صمد در بالاتر از خطر (۱۳۵۴)
- ماجراهای آفتاب و عزیز خانم (۱۳۷۳)
- ماجراهای آقا جمال (۱۳۷۶–۱۳۷۵)
- ماجراهای آقای آبی (۱۳۷۶)
- ماجراهای آقای خیرخواه (۱۳۶۵)
- ماجراهای آقای دوستی (۱۳۶۷)
- ماجراهای آقای مشک‌عنبری (۱۳۷۰)
- ماجراهای خانواده تمدن (۱۳۷۷)
- ماجراهای خانواده تمدن ۲ (۱۳۷۸)
- ماجراهای خانه شماره ۱۳ (۱۳۷۵)
- ماجراهای خانه قدیمی (۱۳۷۹)
- ماجراهای رونالد و مادرش (۱۳۶۶)
- ماجراهای دانی و من ۲ (۱۳۷۸)
- ماجراهای سرابی (۱۳۸۰)
- ماجراهای صمد (۱۳۵۳)
- ماجرای تقی جان (۱۳۸۳)
- مادر (عبدالرضا اکبری) (۱۳۷۷)
- مادر (مسعود فروتن) (۱۳۷۸)
- مادرانه (۱۳۹۲)
- مار و پله (۱۳۸۵)
- مانکن (۱۳۹۸)
- ماه آتش (۱۳۷۷)
- ماه پنهان است (۱۳۶۲)
- ماه عسل (۱۳۸۸)
- ماه و پلنگ (۱۳۹۵)
- متهم گریخت (۱۳۸۴)
- مثل‌آباد (۱۳۶۱–۱۳۶۰)
- مثل باران (۱۳۷۸)
- مثل زندگی (۱۳۷۹)
- مثل هیچ‌کس (۱۳۸۷)
- مجتمع مسکونی فرخ و فرج (۱۳۷۷)
- مجله تصویری جنگ (۱۳۶۷)
- محاکمه (۱۳۷۸–۱۳۷۷)
- محرمانه (۱۴۰۲)
- محله باصفا (۱۳۷۹–۱۳۷۸)
- محله برو بیا (۱۳۶۲–۱۳۶۱)
- محله بهداشت (۱۳۶۳)
- مختارنامه (۱۳۸۹–۱۳۸۳)
- مخمصه (۱۳۶۲)
- مدار صفر درجه (۱۳۸۶)
- مدرس (۱۳۶۵)
- مدرسهٔ خورشید (۱۳۸۱)
- مدرسه موشها (۱۳۶۱–۱۳۶۰)
- .مدرسه ما   (۱۳۸۸)
- مدرسه مادربزرگ‌ها (۱۳۷۵)
- مدینه (۱۳۹۳)
- مرد اول (۱۳۵۵)
- مرد نقره‌ای
- مردان آنجلس (۱۳۷۷–۱۳۷۶)
- مردان جاده (۱۳۷۵–۱۳۷۴)
- مردان طف (۱۳۷۱)
- مرد قانون (۱۳۷۴)
- مردان کوچک (۱۳۸۳–۱۳۸۲)
- مردم معمولی (۱۴۰۰)
- مرد دوهزارچهره (۱۳۸۸–۱۳۸۷)
- مرد هزارچهره (۱۳۸۷–۱۳۸۶)
- مرده متحرک (۱۳۸۴)
- مرز خوشبختی (۱۳۹۶)
- مرغ حق (۱۳۶۶)
- مرگ تدریجی یک رؤیا (۱۳۸۷–۱۳۸۵)
- مرگ در سکوت (۱۳۷۷)
- مرگ و پرگار (۱۳۸۰)
- مروارید سرخ (۱۳۸۴–۱۳۸۳)
- مرهم (۱۴۰۳)
- مریم مقدس (۱۳۷۹)
- مزرعه آفتابگردان (۱۳۸۲–۱۳۸۱)
- مزد ترس (۱۳۷۱)
- مزه خوب کودکی ۱ (۱۳۸۰)
- مزه خوب کودکی ۲ (۱۳۸۱)
- مسافر (۱۳۷۹)
- مسافران (۱۳۸۸)
- مسافران دره انار (۱۳۷۰–۱۳۶۹)
- مسافر پردردسر (۱۳۸۳–۱۳۸۲)
- مسافرخانه (۱۳۶۸)
- مسافرخانه سعادت (۱۳۸۷)
- مسافر زمان (۱۳۸۲)
- مسافر زمان ۲ (۱۳۸۷)
- مسافر ری (۱۳۷۹)
- مسافری از اعماق (۱۳۸۰)
- مسافری از گرونگول (۱۳۸۵–۱۳۸۴)
- مسافری از هند (۱۳۸۲–۱۳۸۱)
- مستنطق (۱۳۵۶)
- مستوران (۱۳۹۹–۱۴۰۱)
- مشت‌های کوچک (۱۳۷۱)
- مش خیرالله صندوقچه اسرار (۱۳۷۲–۱۳۶۹)
- معجزه ازدواج (۱۳۷۹)
- معجزه نوروزی (۱۳۷۸–۱۳۷۷)
- معصومه (۱۳۷۵)
- معصومیت از دست رفته (۱۳۸۲–۱۳۸۱)
- معما (۱۳۸۲)
- معمای شاه (۱۳۹۵–۱۳۹۲)
- معمای یک قتل (۱۳۷۳)
- ملکاوان (۱۳۹۸)
- ملکوت (۱۳۸۹)
- ملکه گدایان (۱۴۰۰)
- ممنوعه (۱۳۹۷)
- من نه منم (۱۳۸۵)
- منتالیست (۱۴۰۱)
- موج اول (۱۴۰۰)
- موج‌شکنان ساحل عشق (۱۳۶۸–۱۳۶۶)
- موج و صخره (۱۳۹۰)
- موچین (۱۳۹۹)
- مهرآباد (۱۳۹۲–۱۳۹۰)
- مهربانی (۱۳۷۷)
- مهر پنهان (۱۳۷۹)
- مِهر خوبان (۱۳۷۴)
- مُهر سکوت (۱۳۷۴)
- مهر و ماه (۱۳۶۹)
- مهمانان مادربزرگ (۱۳۸۲)
- مهمانان ویژه (۱۳۹۱–۱۳۹۰)
- مهمان‌پذیر طوبی (۱۳۸۲)
- میان‌پرده‌های بانک و بانکداری (۱۳۶۶)
- میان‌پرده‌های دلسوز (محمدرضا پاسدار)
- میثاق خون (۱۳۷۲)
- میدان سرخ (۱۴۰۰)
- میعاد در سپیده‌دم (۱۳۷۷)
- میکائیل (۱۳۹۴)
- میگی نه نگاه کن (۱۳۷۸)
- مینو (۱۳۹۷)
- میوهٔ ممنوعه (۱۳۸۵)
- میهمان (۱۳۶۹)
- میهمانی از بهشت (۱۳۷۹)
- میهمان مرو (۱۳۷۱)

## ن
- نابرده رنج (۱۳۹۰)
- نابغه‌های قرن بیستم (۱۳۷۴)
- ناجورها (۱۳۵۳)
- ناکجا کجا (۱۳۸۶–۱۳۸۵)
- نبردی دیگر (۱۳۷۴–۱۳۷۳)
- نجلا (۱۳۹۹)
- نجلا ۲ (۱۴۰۰)
- نجوا (۱۳۹۷–۱۳۹۶)
- نردبام آسمان (۱۳۸۸)
- نرگس (شاپور قریب) (۱۳۷۷)
- نرگس (سیروس مقدم) (۱۳۸۵)
- نسیم رؤیا (۱۳۸۱)
- نشانی (۱۳۸۷–۱۳۸۶)
- نفت پر (۱۳۶۶)
- نفس (۱۳۹۶)
- نفس سنگ (۱۳۸۰)
- نقطه‌چین (۱۳۸۳–۱۳۸۲)
- نقطه اوج (۱۳۷۱)
- نقطه سر خط (۱۳۹۰)
- نکراسف (۱۳۸۹)
- نگهبان (۱۳۷۰)
- نمایش‌های طنز (۱۳۷۰–۱۳۶۹)
- نمی‌رم ولایت (محمدرضا پاسدار)
- نوار زرد (۱۳۹۶)
- نوار زرد ۲ (۱۴۰۰)
- نود شب (۱۳۷۹)
- نوروز ۷۲ (۱۳۷۲–۱۳۷۱)
- نوروز ۷۴ (۱۳۷۴–۱۳۷۳)
- نوروز ۷۵ (۱۳۷۵–۱۳۷۴)
- نوروز ۷۶ (۱۳۷۶–۱۳۷۵)
- نوروز ۷۷ (۱۳۷۷–۱۳۷۶)
- نوروز پیروز (۱۳۵۸–۱۳۵۷)
- نوروز رنگی (۱۳۹۹)
- نوروزنامه (۱۳۶۳)
- نوروزی‌ها (۱۳۷۹)
- نوشدارو (۱۳۹۲)
- نوعروس (۱۳۸۱)
- نوعی دیگر (۱۳۷۵)
- نون و ریحون (۱۳۸۹)
- نون خ (۱۳۹۷)
- نون خ۲ (۱۳۹۸)
- نون خ۳ (۱۳۹۹)
- نون خ۴ (۱۴۰۱)
- نون خامه‌ای (۱۳۹۲)
- نهضت سوادآموزی (۱۳۶۰)
- نهضت‌های آزادی‌بخش (۱۳۶۵)
- نهنگ آبی (۱۳۹۸)
- نیستان (۱۳۸۰–۱۳۷۹)
- نیسان آبی (۱۴۰۰)
- نیلوفرانه (۱۳۷۸)
- نیکان (۱۴۰۲)
- نیم‌بند (۱۴۰۲)
- نیمکت (۱۳۸۴)
- نیمه پنهان ماه (۱۳۷۳)

## و
- واپسین کوچ (سیمای مرکر اردبیل) (۱۳۸۴)
- وارث (۱۳۸۲)
- وارش (۱۳۹۸)
- ورثهٔ آقای نیکبخت (۱۳۷۸)
- ورود ممنوع ممنوع (۱۳۸۲)
- وزیرمختار (۱۳۷۰)
- وضعیت زرد (۱۴۰۰)
- وضعیت زرد ۲ (۱۴۰۱)
- وضعیت سفید (۱۳۹۰–۱۳۸۷)
- وفا (۱۳۸۵)
- وقتی حسین آقا تصمیم بگیرد صاحب خانه شود (محمدرضا پاسدار)
- وقتی دژخیم می‌گرید (۱۳۵۳)
- وکلای جوان (۱۳۷۵–۱۳۷۴)
- وکیل (۱۳۸۱)
- وکیل محله (۱۳۷۹)
- ولایت عشق (۱۳۷۹–۱۳۷۵)
- ویروس ۲۰۰۰ (۱۳۷۹–۱۳۷۸)
- ویلای من (۱۳۹۲–۱۳۹۱)

## ه
- هتل (محمدرضا پاسدار) (۱۳۷۲)
- هتل (مرضیه برومند) (۱۳۷۷)
- هتل پاپلی (۱۳۸۳)
- هتل پر ستاره (۱۳۶۸)
- هتل پیاده‌رو (۱۳۷۷)
- هدف گم‌شده (۱۳۷۳)
- هردمبیل و هردم کلنگ (۱۳۵۲–۱۳۵۱)
- هزاران چشم (۱۳۸۱)
- هزاران برگ و هزار رنگ (۱۳۷۰)
- هزار و یک شب (۱۳۵۳)
- هزاردستان (۱۳۶۶–۱۳۵۸)
- هست و نیست (۱۳۹۶)
- هشت بهشت (۱۳۶۹–۱۳۶۷)
- هشت بهشت (۱۳۹۳)
- هشتگ خاله سوسکه (۱۳۹۷)
- هشت و نیم دقیقه (۱۳۹۵)
- هشدارهای پلیس (۱۳۶۷)
- هفت‌سنگ (۱۳۷۷–۱۳۷۶)
- هفته پرماجرا (۱۳۷۲)
- هفت‌سنگ (۱۳۹۳)
- هفت‌سین (۱۳۹۲)
- همبازی (۱۳۹۹)
- هم‌پیمان (۱۳۷۹)
- همچون سرو (۱۳۸۹)
- همراه آفتاب (۱۳۸۰)
- همراهان (۱۳۶۹)
- هم‌دوماد (سیمای مرکز یزد) (۱۳۷۹)
- هم‌سایه (۱۴۰۰)
- همسایه‌ها (حسن فتحی) (۱۳۷۲)
- همسایه‌ها (محمدحسین لطیفی) (۱۳۷۹)
- همسایه‌ها (مهران غفوریان) (۱۳۹۵)
- همسران (۱۳۷۳)
- همسفر (۱۳۷۹)
- همسفر خورشید (۱۳۹۵)
- همشاگردی‌ها (۱۳۷۷)
- همشهری (۱۳۶۱)
- هم گناه (۱۳۹۹)
- همه از یک خانواده (۱۳۵۶)
- همه با هم (۱۳۶۴)
- همهٔ بچه‌های من (مرضیه برومند) (۱۳۸۷)
- همه بچه‌های ما
- همه چیز آنجاست (۱۳۹۳)
- همه خانواده من (۱۳۹۱)
- همه فرزندان من (محمد دستگردی) (۱۳۷۶)
- همه وصیت من (۱۳۷۳)
- هنگامه (۱۳۸۳)
- هوای تازه (۱۳۷۵)
- هوس (۱۳۵۵)
- هوش سیاه (۱۳۸۹)
- هوش سیاه ۲ (۱۳۹۱)
- هوشیار و بیدار (۱۳۶۷–۱۳۶۵)
- هیولا (۱۳۹۸)
- همه‌گیری (۱۴۰۱)
- هفت سر اژدها  (۱۴۰۲)

## ی
- یادآوری (۱۳۹۲)
- یادداشت‌های کودکی (۱۳۸۰)
- یادداشت‌های یک زن خانه‌دار (۱۳۹۴)
- یاس‌های کوچک (۱۳۷۹)
- یاغی (۱۴۰۱)
- یاور (۱۴۰۰)
- یحیی و گلابتون (۱۳۷۵)
- یک تابلو یک حماسه (۱۳۷۳–۱۳۷۵)
- یک پنجره به سوی ماه (۱۳۷۷)
- یک حرف از هزاران (۱۳۷۲)
- یک داستان (۱۳۷۴)
- یک روز قبل (۱۳۸۹)
- یک مشت پر عقاب (۱۳۸۴)
- یک مرد آبی (۱۳۷۶)
- یک میهمان (۱۳۷۹)
- یک وجب خاک (۱۳۸۶)
- یکی از آن میان (۱۳۷۷)
- یکی از این روزها (۱۳۶۷)
- یکی بود، یکی نبود (۱۳۷۸)
- یکی مثل من (۱۳۸۲)
- یلدا (۱۳۸۷)
- یلدا (۱۳۹۱)
- یوسف پیامبر (۱۳۸۸–۱۳۸۷)
- یونس (۱۳۷۷)
- یه تیکه زمین (۱۳۹۱)

## نوشتارهای مرتبط
- فهرست مجموعه‌های تلویزیونی خارجی پخش‌شده از صدا و سیمای ایران
- فهرست مجموعه‌های تلویزیونی آمریکایی
- شبکه نمایش خانگی
- مجموعه‌های تلویزیونی پخش شده در شبکه نمایش خانگی ایران
- فهرست فیلم‌های ایرانی